# Niambia septentrionalis
Niambia septentrionalis is een pissebed uit de familie Platyarthridae. De wetenschappelijke naam van de soort is voor het eerst geldig gepubliceerd in 2004 door Taiti & Ferrara.